# Цурумаки-Онсэн
Станция Цурумаки-Онсэн (яп. 鶴巻温泉駅 цурумаки онсэн эки) — железнодорожная станция на линии Одавара, расположенная в городе Хадано, префектуры Канагава. Станция расположена в 57,0 километра от конечной станции линий Одакю - Синдзюку. Станция была открыта 1-го апреля 1927 года под названием Цурумаки (яп. 鶴巻駅 цурумаки эки). Станция получила своё нынешнее название 15-го марта 1937 года, но в 1944 году была переименована обратно, по причине того что властям название содержащее слово онсэн показалось слишком фривольным в свете переживаемых военных трудностей. Нынешнее название было восстановлено в 1987 году. Перед станцией расположен монумент установленный в честь 40-летия завершения строительства линии Одавара.

## Планировка станции
2 пути и  2 платформы бокового типа.
| 1 | ■ Линия Одавара | Син-Мацуда, Одавара                                    |
| 2 | ■ Линия Одавара | Сагами-Оно, Син-Юригаока, (Линия Тиёда) Аясэ, Синдзюку |

## Близлежащие станции
| «             | «             | Вид обслуживания       | »             | »                |
| Линия Одавара | Линия Одавара | Линия Одавара          | Линия Одавара | Линия Одавара    |
| ------------- | ------------- | ---------------------- | ------------- | ---------------- |
| Исэхара       |               | Local                  |               | Токайдайгаку-маэ |
| Исэхара       |               | Sectional Semi-Express |               | Токайдайгаку-маэ |
| Исэхара       |               | Semi-Express           |               | Токайдайгаку-маэ |
| Исэхара       |               | Express (Majority)     |               | Токайдайгаку-маэ |
| Исэхара       |               | Rapid Express          |               | Токайдайгаку-маэ |